# Nekropole an der Pointe de Souc’h
Die neolithische Nekropole an der Pointe de Souc’h (auch Nekropole von Menez Dregan genannt) liegt in Plouhinec in der Cornouaille im Département Finistère in der Bretagne in Frankreich. Von der Nekropole reicht der Blick von der Pointe de Penmarc’h bis zur Île de Sein.

## Lage
Etwa 100 m oberhalb der Grotte Menez Dregan, die Funde aus der Altsteinzeit enthielt, liegen die sieben Dolmen von Souc’h. An ihnen kann die architektonische Entwicklung im Grabanlagebau dokumentiert werden. Die 1979 als Monuments historiques unter Schutz gestellte Nekropole besitzt vier ausgegrabene Anlagen. Weitere Ausgrabungen sind geplant, aber die restlichen Anlagen sind nicht gut erhalten. Dolmen ist in Frankreich der Oberbegriff für neolithische Megalithanlagen aller Art (siehe: Französische Nomenklatur).

## Funde
Erste Grabungen wurden 1870/71 von A. Grenot, einem Lehrer aus Quimper, unternommen. Die Funde wurden Paul du Châtellier (1833–1911), einem der Begründer der französischen Archäologie, übergeben und befinden sich heute im Musée d’Archéologie Nationale in Saint-Germain-en-Laye. Unter den Grabbeigaben war ein kugelförmiges Gefäß, das als „Vase du Souc’h“ bezeichnet wird.
Auch aus dem Mittelalter wurde Töpferware gefunden, die sich fettig anfühlt und „poterie onctueuse“ genannt wird. Sie stammt aus der Nähe und ist wahrscheinlich in Plonéour-Lanvern (Finistère) hergestellt worden.

Pointe de Souc’h
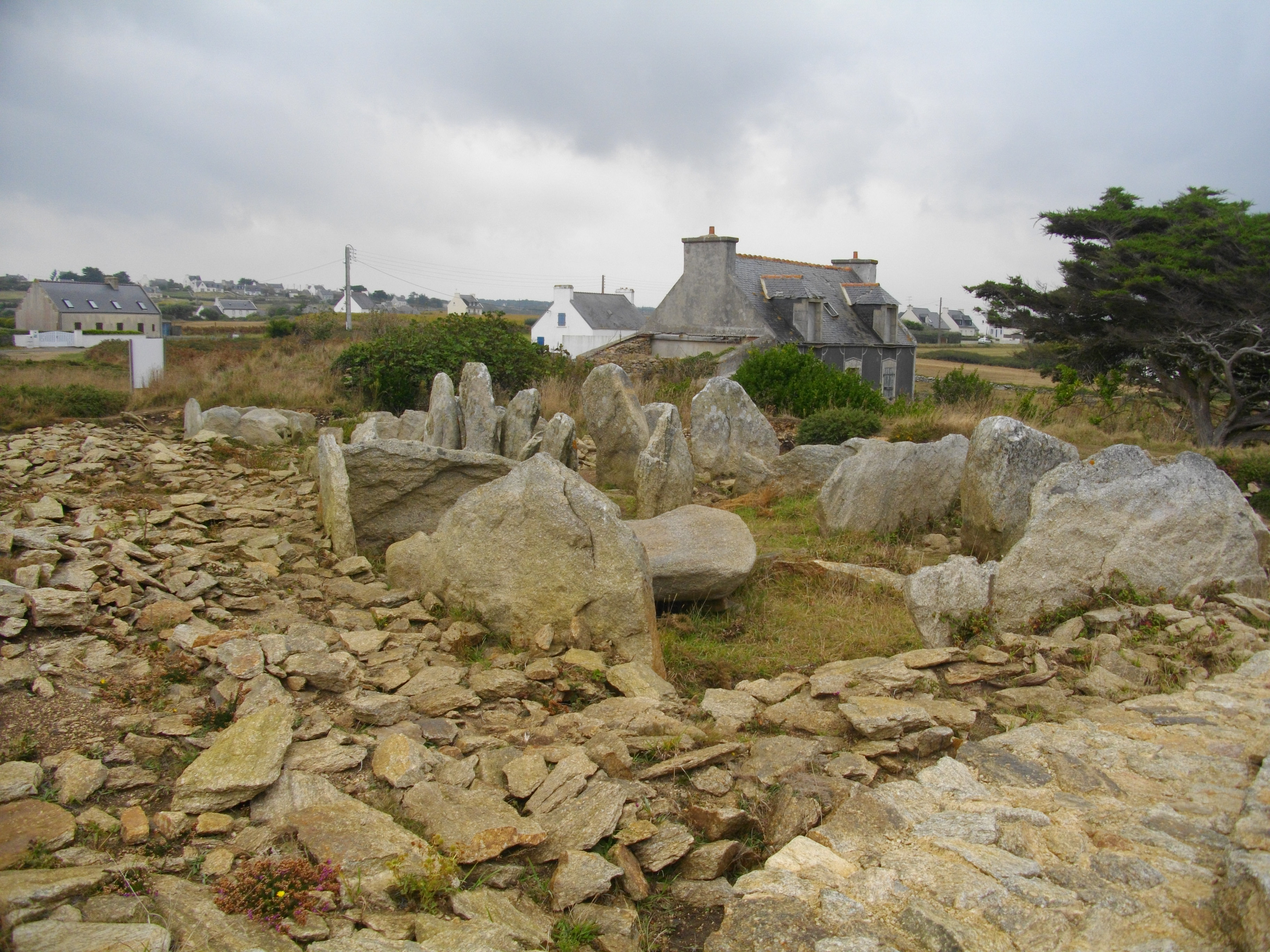
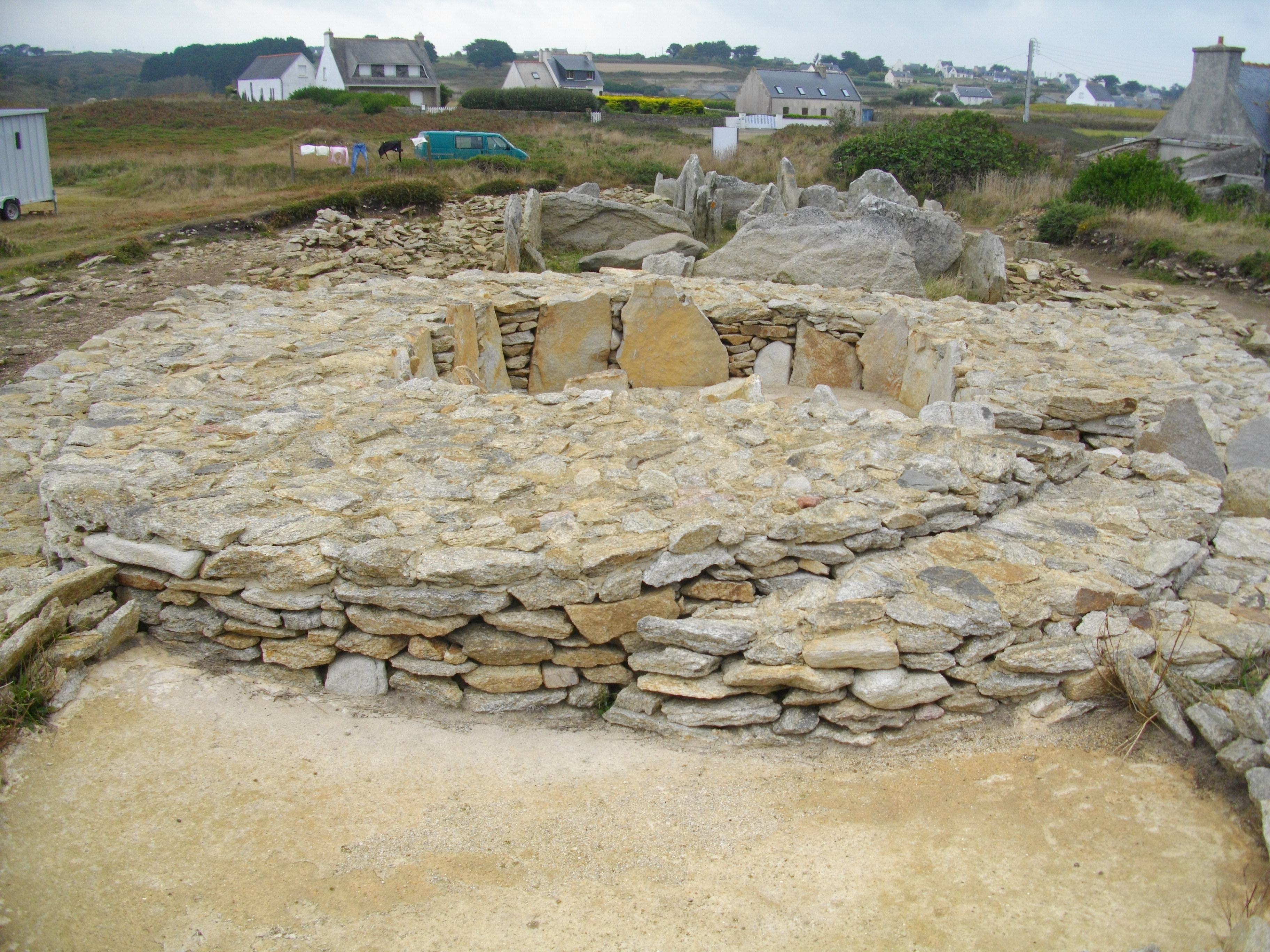
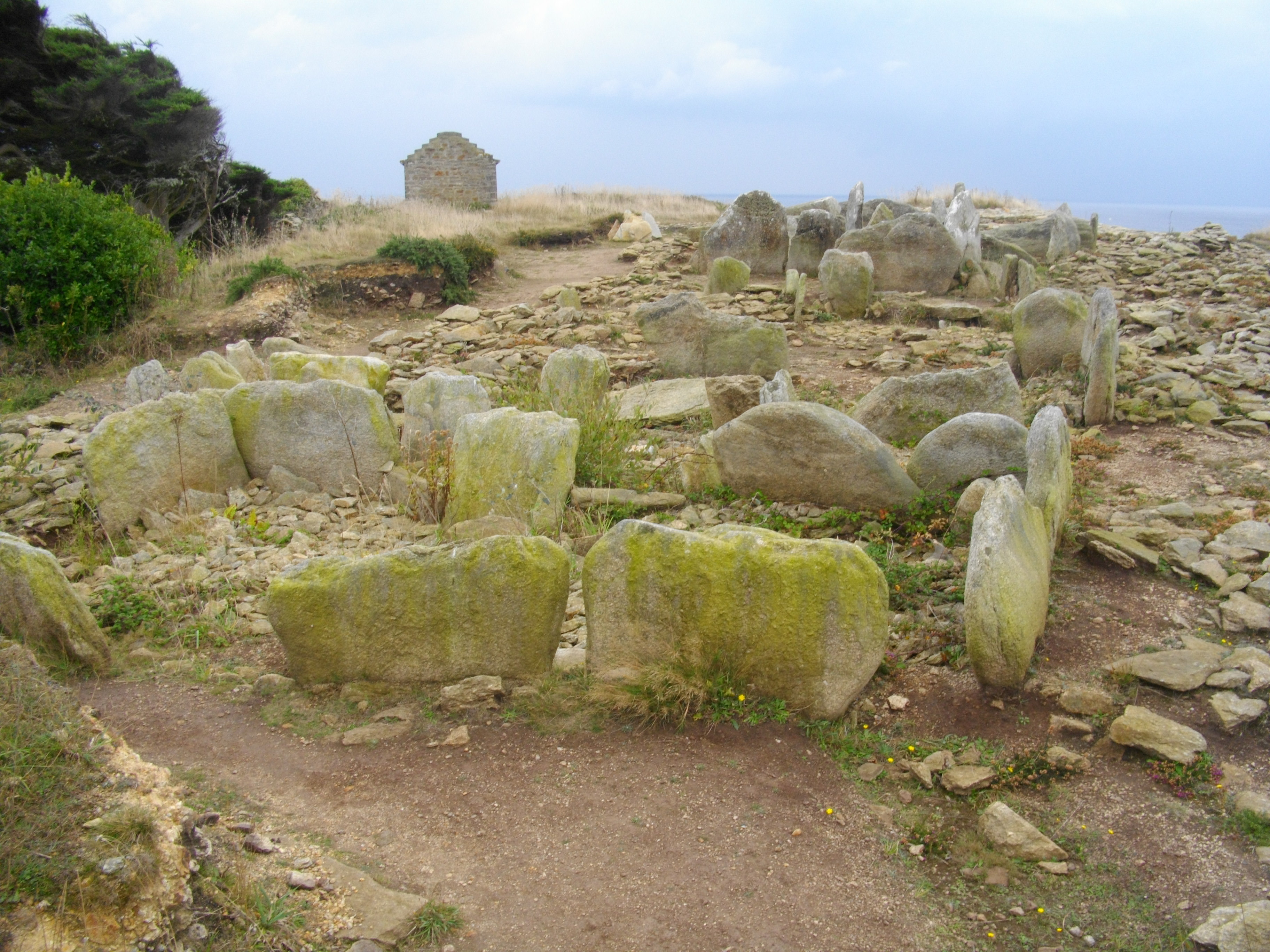

## Beschreibung
Die jüngste Grabungskampagne begann im Jahr 2000 unter der Leitung von Michel Le Goffic und dauerte sieben Jahre. Ausgrabungen und Restaurierungen gestatteten es, den Grundriss eines der Cairns mit einer nahezu quadratischen Kammer (3,8 m × 3,6 m) und einem seitlich auftreffenden geraden Gang wiederherzustellen. Es handelt sich um ein „Ganggrab“ (französisch Dolmen à couloir) in Form eines „P“.
Eine andere Anlage ist vom gleichen Typ, aber größer (6,2 m × 4,8 m) und mit einem Gang von 3,75 m Länge ausgestattet. Die Grabungen haben einige Funde und eine Grabstätte, die im 19. Jahrhundert übersehen wurde, zu Tage gebracht.
Der Tumulus entstand in sechs Bauphasen, bei denen sechs Kammern entstanden, wobei die älteste überbaut wurde.

## Allée couverte von Pors Poulhan

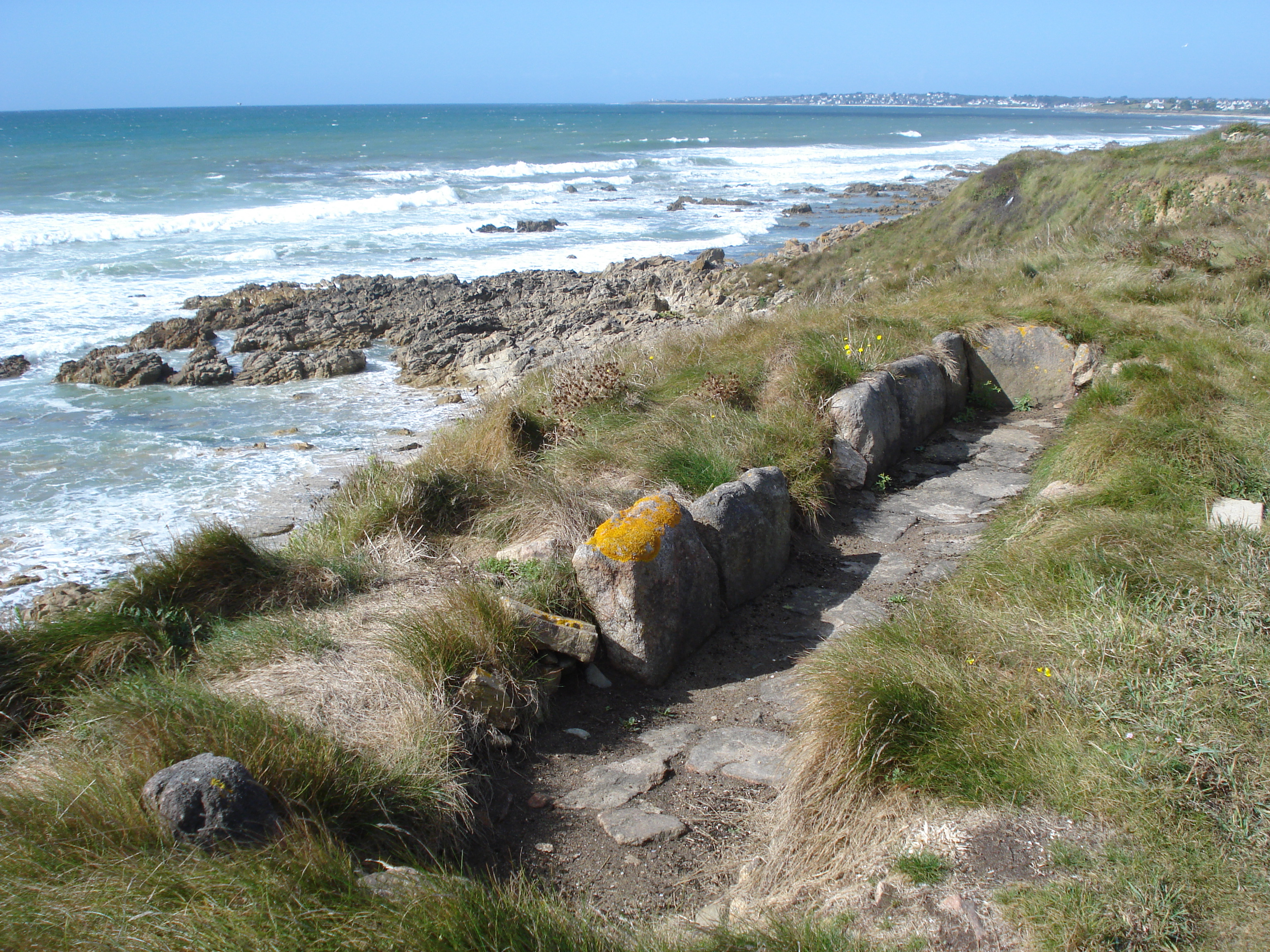
Der Tangbrennofen in der Nähe

Die Megalithanlage im nahen Pors Poulhan (auch Allée couverte von Menez Korriged genannt), einem kleinen Hafen, der die Grenze zwischen dem Bigoudenland und dem Land am Cap Sizun markiert, hatte im Zweiten Weltkrieg unter Kriegseinwirkungen zu leiden und wurde daraufhin abgerissen. Durch Grabungen gelang es M. Le Goffic, das Monument anhand der Verkeilungen sowie alter Fotos und Skizzen zu restaurieren. Es ist eine 15 Meter lange Allée couverte mit einer ganz selten erhaltenen, spitz zulaufenden Platteneinfassung, vergleichbar den Enden eines Schiffes.